# 오블리비언 (2013년 영화)
오블리비언(Oblivion)은 2013년 공개된 미국의 포스트 아포칼립스 액션 어드벤처 영화이다. 래디컬 코믹스에서 발행된 그래픽 소설 Oblivion을 원작으로 한다.

## 줄거리
2077년, 외계 전쟁으로 황폐해진 지구에 잭과 빅토리아, 두 명만이 남아있다. 잭은 전투 드론을 수리하고 해수를 융합 에너지로 변환하는 시설을 관리하며, 이들의 임무는 곧 토성의 위성 타이탄으로 이주하는 것이다. 하지만 잭은 계속해서 전쟁 이전의 삶과 낯선 여인에 대한 꿈을 꾸고, 어느 날 우주선 추락 사고에서 살아남은 여인 줄리아를 발견하면서 자신의 기억과 현실에 대한 의문을 품기 시작한다.
줄리아는 60년 전 우주선에 탑승했던 NASA 우주비행사로, 잭은 그녀를 통해 자신이 꿈에서 본 여인이 줄리아라는 것을 깨닫는다. 그들은 우주선의 블랙박스를 찾지만, 드론을 피해 숨어 지내는 인간 생존자들에게 붙잡히게 된다. 생존자들의 리더 말콤은 잭과 줄리아에게 진실을 알려준다. 지구를 파괴한 외계 세력 '테트'가 지구의 자원을 착취하고 있으며, 잭은 수많은 복제 인간 중 하나일 뿐이라는 것. 인류는 타이탄으로 이주한 것이 아니라, 테트가 만들어낸 허구였다.
잭은 말콤의 도움을 받아 테트의 진실을 파헤치고, 자신과 줄리아가 과거 타이탄 탐사 임무에 참여했던 우주비행사였다는 것을 알게 된다. 테트는 잭과 빅토리아를 복제하여 지구를 장악했고, 인류를 속이고 있었던 것이다. 잭은 테트를 파괴하기 위해 핵폭탄을 가지고 테트로 향한다. 사실 잭은 임무 당시 테트의 공격을 받고 분리한 우주선에서 줄리아를 보호하기 위해 그녀를 캡슐에 넣었었고, 이후 자신과 빅토리아는 테트에 의해 복제된 것이다.
잭은 테트에 잠입하여 폭탄을 터뜨리는 데 성공하고, 줄리아는 과거 자신의 집이었던 호숫가 오두막에서 깨어난다. 3년 후, 줄리아는 잭과의 사이에서 태어난 딸과 함께 오두막에서 살고 있으며, 잭의 복제인간 중 하나가 원래의 기억을 되찾고 생존자들과 함께 찾아온다.

## 출연
- 톰 크루즈 - 잭 하퍼 역
- 모건 프리먼 - 맬컴 비치 역
- 올가 쿠릴렌코 - 율리야 루사코바 역
- 앤드리아 라이즈버러 - 빅토리아 올슨 역
- 니콜라이 코스테르 발다우 - 사이크스 역
- 멀리사 리오 - 샐리 역
- 조이 벨 - 카라 역

## 스태프
- 감독 - 조셉 코신스키
- 각본 - 칼 가이듀섹, 마이클 더브린
- 원작 - 조셉 코신스키 동명 그래픽 노블
- 촬영 - 클라우디오 미란다
- 편집 - 리처드 프랜시스브루스
- 음악 - 안토니 곤잘레스, 조셉 트래패니스

### EBS판 스태프 (2023년 1월 15일)
- 프로듀서 - 권혁미
- 번역 - 김유민
- 감수 - 김동수
- CG - 조운경
- 편집 - 정미현
- 기술감독 - 김정수
- 우리말 연출 - 강민화
- 기획 - EBS
- 우리말 제작 - 벼리기획

## 같이 보기
- 더 문